# 파이어스
김우근(PIUS, 1982년 4월 27일 ~ )은 대한민국의 가수이다. 양현석과 싸이가 공통 투자한 그룹이었던 바운스의 보컬로 데뷔했고 2006년부터 무가당의 멤버로 활동하였다. 이전 소속은 YG 엔터테인먼트이며 현재는 '파이어스 (PIUS)'라는 예명으로 활동 중이다.

## 디스코그래피
- 2014년 11월 28일 `Always Alright` (Single)
- 2014년 12월 4일 `Give Love On Christmas Day` (Single)
- 2015년 2월 10일 `Goodbye` (Single)
- 2015년 3월 26일 `반할텐데` (Single)